# Représentation fidèle
En mathématiques, en particulier en théorie des représentations, une représentation fidèle ρ d'un groupe G sur un espace vectoriel V est une représentation linéaire dans laquelle différents éléments g de G sont représentés par des applications linéaires distinctes ρ(g). En langage plus abstrait, cela signifie que le morphisme de groupe {\displaystyle \rho :G\to GL(V)} est injectif (et éventuellement bijectif).

## Mise en garde
Alors que les représentations de G sur un corps K peuvent de facto être identifiés aux modules sur l'algèbre de groupe K[G] du groupe G, une représentation fidèle de G n'est pas nécessairement un module fidèle pour l'algèbre de groupe. Si chaque K[G]-module fidèle est une représentation fidèle de G, la réciproque n'est pas vraie. Considérons par exemple la représentation naturelle du groupe symétrique Sn de dimension n par des matrices de permutation, qui est clairement fidèle. En revanche, l'algèbre de groupe est de dimension n!, qui est l'ordre du groupe, tandis que l'espace des matrices n × n est de dimension n2. Dès que n est supérieur ou égal à 4, la comparaison des dimensions (n! > n²) montre que l'application K[G] → Matn(K) n'est pas injective ; autrement dit, le module sur l'algèbre de groupe n'est pas fidèle.

## Propriétés
Une représentation V d'un groupe fini G sur un corps algébriquement clos K de caractéristique zéro est fidèle (en tant que représentation) si et seulement si toute représentation irréductible de G apparaît comme une sous-représentation de la n-ième puissance symétrique SnV pour n assez grand. Par ailleurs, V est fidèle (toujours en tant que représentation) si et seulement si toute représentation irréductible de G apparaît comme une sous-représentation de la n-ième puissance tensorielle
{\displaystyle V^{\otimes n}=\underbrace {V\otimes V\otimes \cdots \otimes V} _{n{\text{ times}}}}
pour n assez grand.